# Sapium aubrevillei
Shirakiopsis aubrevillei là một loài thực vật thuộc họ Euphorbiaceae. Loài này có ở Bờ Biển Ngà và Ghana. Chúng hiện đang bị đe dọa vì mất môi trường sống.